# سد فالکون
سد فالکون (به انگلیسی: Falcon Dam) یک سد و نیروگاه برقابی در ایالات متحده آمریکا است که در شهرستان استار، تگزاس واقع شده‌است.